# Iain Armitage
Iain Armitage (uitspr.: /ˈiːən/; 15 juli 2008) is een Amerikaans kindacteur en theaterrecensent. Hij is vooral bekend door zijn acteerrollen als Ziggy Chapman in Big Little Lies en als Sheldon Cooper in Young Sheldon.

## Leven
Armitage komt uit Arlington, Virginia en is de zoon van acteur Euan Morton, die werd geboren in Falkirk (Schotland) en theaterproducent Lee Armitage. Armitage is vernoemd naar Sir Ian McKellen.

## Loopbaan
Armitage kreeg zijn eerste bekendheid voor zijn YouTube-serie Iain Loves Theatre, waar hij theatervoorstellingen beoordeelt. Tijdens de Tony Awards in 2015 deed hij dienst als correspondent voor Perez Hilton en werd zelfs genoemd in het openingsnummer van de show.
In januari 2017 speelde Armitage in een aflevering van Law & Order: Special Victims Unit ("Chasing Theo") een jong kind, Theo Lachere, dat ontvoerd was. Hij verscheen in Impractical Jokers ("Look Out Below"), waar hij werd aangesproken door Murr in "Who Let The Dogs Out?", in de tweede wedstrijd van die aflevering.
In 2017 werd hij gecast als de jonge versie van Sheldon Cooper in Young Sheldon, een prequel op de sitcom The Big Bang Theory.

## Filmografie

### Film
| Jaar | Titel              | Rol                 | Opmerkingen |
| ---- | ------------------ | ------------------- | ----------- |
| 2017 | The Glass Castle   | Jonge Brian Muren   |             |
| 2017 | Our Souls at Night | Jamie Moore         |             |
| 2017 | I'm Not Here       | Stevie              |             |
| 2020 | Scoob!             | Jonge Shaggy Rogers | stem        |

### Televisie
| Jaar      | Titel                             | Rol                  | Opmerkingen                        |
| --------- | --------------------------------- | -------------------- | ---------------------------------- |
| 2014      | Impractical Jokers                | Zichzelf             | Aflevering: "Look Out Below"       |
| 2016      | Little Big Shots                  | Gastjurylid          | Aflevering: "The Idom of Love"     |
| 2017      | Law & Order: Special Victims Unit | Theo Lachere         | Aflevering: "Chasing Theo"         |
| 2017-2019 | Big Little Lies                   | Ziggy Chapman        |                                    |
| 2017–2024 | Young Sheldon                     | Sheldon Cooper       | Hoofdrol                           |
| 2018      | Jeopardy!                         |                      | 6 afleveringen                     |
| 2018      | The Big Bang Theory               | Jonge Sheldon Cooper | Aflevering: "The VCR Illumination" |

### Web
| Jaar       | Titel              | Rol         |
| ---------- | ------------------ | ----------- |
| 2014–heden | Iain Loves Theatre | Presentator |

## Prijzen en nominaties
| Jaar | Prijs               | Categorie                                             | Genomineerd   | Resultaat   | Ref.   |
| ---- | ------------------- | ----------------------------------------------------- | ------------- | ----------- | ------ |
| 2018 | Gold Derby Awards   | Breakthrough Performer of the Year                    | Zichzelf      | Genomineerd | [ 8 ]  |
| 2018 | Young Artist Awards | Best Performance in a TV Series - Leading Young Actor | Young Sheldon | Gewonnen    | [ 9 ]  |
| 2018 | Teen Choice Awards  | Choice Breakout TV Star                               | Young Sheldon | Genomineerd | [ 10 ] |